# Ałeksandra Wojnewska
Ałeksandra Wojnewska, mk. Александра Војневска (ur. 2 maja 1981 w Skopju) – macedońska lekkoatletka, specjalizująca się w biegu na 100 m, olimpijka. Wystąpiła w igrzyskach olimpijskich w 2004 roku, w Atenach. Nie zdobyła żadnych medali.

## Letnie Igrzyska Olimpijskie 2004 w Atenach
| Konkurencja   | Eliminacje | Eliminacje | Finał | Finał   | Klas. końcowa | Klas. końcowa |
| Konkurencja   | Czas       | Miejsce    | Czas  | Miejsce | Czas          | Miejsce       |
| ------------- | ---------- | ---------- | ----- | ------- | ------------- | ------------- |
| bieg na 100 m | 12.15      | 6          | -     | -       | 12.15         | 1 runda       |